# Katedra św. Wawrzyńca w Pradze
Katedra św. Wawrzyńca w Pradze – główna świątynia Kościoła Starokatolickiego w Republice Czeskiej, znajdująca się na wzgórzu Petřín w Pradze.

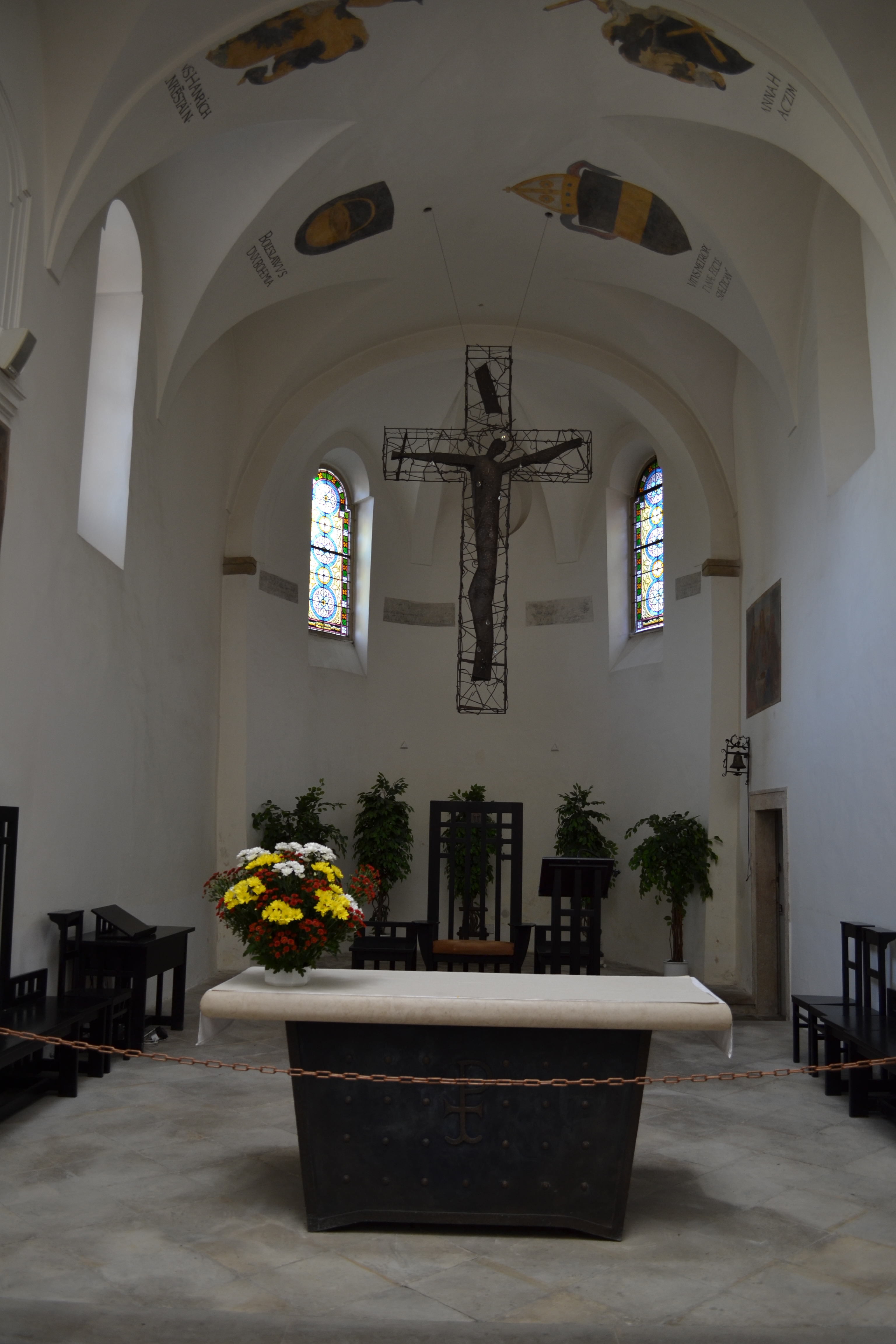
Wnętrze katedry - prezbiterium

Pierwsza wzmianka o świątyni pojawia się w XII wieku, choć legenda głosi że powstała ona już w 991 roku z fundacji św. Wojciecha, w miejscu będącym wcześniej centrum pogańskiego kultu. Świątynia została przekazana Kościołowi Starokatolickiemu w Republice Czeskiej w 1995 roku, wcześniej była kościołem rzymskokatolickim.  
Katedra łączy w sobie kilka stylów architektonicznych, na poziomie chóru widać elementy romańskiego kościoła, zaś w południowej części znajdują się barokowe wykończenia. 
Katedra należy do parafii pod tym samym wezwaniem, której proboszczem jest bp Dušan Hejbal, w obowiązkach parafialnych wspomagają go: ks. Marek Růžička, ks. prof. David Holeton oraz ks. Petr Tvrdek. Msze św. odbywają się (w katedrze) w piątek o 17:00 (w okresie letnim). Parafia dysponuje na terenie Pragi jeszcze kaplicami:
- Kaplica św. Krzyża (ul. K. Světlé)
- Kaplica Świętej Marii Magdaleny (Holeszowice)
- Kaplica Świętej Rodziny (ul. Pod Nuselskými schody)
- Kaplica w Kurii Biskupiej (ul. Na Bateriích 93/27)